# Muriki pajęczy
Muriki pajęczy, muriki szary (Brachyteles arachnoides) – gatunek ssaka naczelnego z podrodziny czepiaków (Atelinae) w obrębie rodziny czepiakowatych (Atelidae). Endemit Brazylii, krytycznie zagrożony wyginięciem.

## Taksonomia
Gatunek po raz pierwszy naukowo opisał w 1806 roku francuski zoolog Étienne Geoffroy Saint-Hilaire, nadając mu nazwę Ateles arachnoides. Miejsce typowe według oryginalnego opisu to Brazylia, ograniczone w 1944 roku do Rio de Janeiro w Brazylii. Holotyp to zamontowana skóra (w znaturalizowanej pozycji) z czaszką w środku samca (sygnatura MNHN-ZM-2007-1475) ze zbiorów Muzeum Historii Naturalnej w Paryżu.
W XX wieku wyróżniano dwa podgatunki (arachnoides i hypoxanthus), które następnie sklasyfikowano jako odrębne gatunki.
Autorzy Illustrated Checklist of the Mammals of the World uznają ten takson za gatunek monotypowy.

### Etymologia
- Brachyteles: gr. βραχυς brakhus „krótki”; τελος telos „koniec”; w aluzji do kciuka, który jest krótki lub nieobecny[13].
- arachnoides: gr. αραχνης arakhnēs „pająk”[14]; -οιδης -oidēs „przypominający”[15].

## Zasięg występowania
Muriki pajęczy występuje endemicznie w południowo-wschodniej Brazylii, przez przybrzeżne pasmo górskie Serra do Mar w stanie Rio de Janeiro oraz stany São Paulo i północno-wschodni Paraná, północne granice występowania stanowią Serra de Mantiqueira oraz rzeki Paraíba i Paraíba do Sul.

## Cechy morfologiczne
Muriki pajęczy jest największą małpą Ameryki Południowej. Długość ciała (bez ogona) jednej samicy 47,9 cm, jednego samca 49,6 cm, długość ogona jednej samicy 75,3 cm, jednego samca 72,6 cm; masa ciała jednej samicy 8,5 kg, jednego samca 10,2 kg. Wisząc na gałęzi, łącznie z kończynami przednimi mierzą prawie 1,5 metra. Zwierzęta te posiadają bardzo długie chwytne ogony, pomagające w poruszaniu czy zwisaniu w trakcie pożywiania się. Podobnie jak u innych prymitywnych naczelnych, ich kciuki są znacznie mniejsze niż u małp człekokształtnych. Zarówno samce jak i samice, mają dobrze zbudowaną klatkę piersiową. Sierść koloru żółtego, jaskrawopomarańczowego lub złotego. Okolice jasnoszarego pyska nie są pokryte włosami. Genitalia muriki są dobrze widoczne, samce posiadają dużego penisa, a samice długie wargi sromowe, pokryte czerwonawym włosiem.

## Ekologia

### Siedlisko
Zwierzę to preferuje wiecznie zielone nizinne lasy tropikalne. Większość życia spędzają w koronach drzew. Schodzą na ziemię, gdy chcą przejść z jednej gęstwiny drzewnej do drugiej.

### Rozmnażanie
Samce muriki nie konkurują pomiędzy sobą o względy jednej samicy. Ich pokazy są rzadkie i niezbyt okazałe. Nie obserwuje się agresji u zalotników. Zarówno samce jak i samice odbywają w jednym sezonie godowym wiele stosunków, jednakże samica selektywnie wybiera partnerów. Ponieważ osobniki obu płci są podobnej wielkości to samce nie mają przewagi nad samicami, dlatego nie mogą zmusić ich do stosunku (jak na przykład u goryli) Samce osiągają dojrzałość płciową po około 5,5 roku, samice po 10–12 latach. Ciąża trwa około 7–8,5 miesiąca. Samica rodzi jedno młode (rzadziej dwa) pomiędzy majem a wrześniem w porze suchej. Opieka nad nim jest zadaniem matki. Jest całkowicie bezbronny, choć zdolny do utrzymania się na ciele matki podczas gdy ona przemieszcza się między drzewami. Przez pierwsze kilka tygodni umiejscawia się pod ramieniem samicy, na brzuchu w okolicy sutka. W późniejszym czasie podróżuje na grzbiecie matki. Po upływie około 6 miesięcy po raz pierwszy próbuje własnych sił, lecz nie odchodzi od matki na więcej niż kilka metrów. Po skończeniu 12 miesięcy samica zaczyna pozostawiać młode na coraz dłużej w poszukiwaniu pożywienia. Po około 18–30 miesiącach matka zaprzestaje karmienia mlekiem. W tym czasie dziecko coraz częściej przebywa z rówieśnikami. Dojrzałość płciową osiąga po około 5,5–12 lat, w zależności od płci. Wtedy też młode samice próbują nawiązywać mocniejsze więzi z innymi samicami w stadzie, a młode samce przygotowują się do opuszczenia grupy.

### Pożywienie
Dieta muriki pajęczego składa się z owoców, liści, kwiatów oraz nasion niektórych gatunków roślin. Głównym składnikiem diety pozostają jednak owoce, będąc najpożywniejszym z nich. Z powodu wielkości osobników i liczebności stad, zwierzęta muszą często poszukiwać nowych obszarów żywieniowych. Jednak nie są zbyt wybredne. Podczas gdy owoce dopiero dojrzewają, muriki żywią się kwiatami i liśćmi. Dużą rolę odgrywają rodzaje roślin jak Sapucainha, Amexia, Inga, Bicuiba i Jatoba.

## Zagrożenia i ochrona

### Zagrożenia
Muriki nie mają zbyt wielu naturalnych wrogów. Kłusownicy nie stanowią dużego problemu, ze względu na obszar występowania tego gatunku. Uważa się, że na małpy te mogą polować takie drapieżniki jak jaguary amerykańskie (Panthera onca), oceloty (Leopardus), harpie wielkie (Harpia harpyja) czy duże węże. Tubylcy polują na muriki dla mięsa i skóry, lecz w tak małym stopniu by nie narażać wielkości populacji. W ostatniej dekadzie XX wieku odnotowano jedynie 5 niewyjaśnionych przypadków zgonów muriki, z czego 2 z nich spowodowane były prawdopodobnie przez ataki drapieżników. Innym zagrożeniem są choroby przenoszone przez ludzi, które atakują małpy, doprowadzając w 95% przypadków do zgonu. Jest to spowodowane małą odpornością na bakterie i wirusy przywiezione przez osadników.

### Znaczenie
Małpy odgrywają wielką rolę w budowie lasu tropikalnego rozsiewając nasiona na dużych obszarach. Badania wykazały, że nasiona pochodzące z kału muriki pajęczego prawie zawsze kiełkują po umieszczeniu w ściółce. Uważa się też, że mogą wpływać na wielkość populacji dużych drapieżników, poprzez spadek liczebności własnej populacji. Jest to jeden z podstawowych gatunków łownych ludności tubylczych. Ich mięso uważane jest za przysmak.
Od wczesnych lat 90. XX wieku wzrasta zainteresowanie fauną Ameryki Południowej. Turyści coraz częściej przekazują datki na ochronę tych stworzeń.

### Ochrona
Ocenia się, że przed kolonizacją obszarów tropikalnych Ameryki Południowej przez osadników żyło kilkaset tysięcy muriki pajęczych. Obecnie obszar, na którym występują, zmniejszył się o ponad 85%. W 2005 roku liczebność populacji szacowano na 1300 osobników. W Czerwonej księdze gatunków zagrożonych IUCN został uznany w 2000 roku za gatunek krytycznie zagrożony (Critically Endangered). Od 2003 roku klasyfikowano go jako gatunek zagrożony (Endangered), ale w 2019 roku przywrócono status gatunku krytycznie zagrożonego. Zwierzę to zostało wpisane do I Załącznika Konwencji o międzynarodowym handlu dzikimi zwierzętami i roślinami gatunków zagrożonych wyginięciem (CITES).